# داريو فابرو
داريو فابرو (بالإسبانية: Darío Fabbro)‏ هو لاعب كرة قدم أرجنتيني في مركز الهجوم، ولد في 11 مارس 1976 في General Deheza ‏ في الأرجنتين. لعب مع سبورتينغ كانساس سيتي وغودوي كروز ونادي ألماجرو ونادي إيميلك ونادي بلاتنسي ونيو إنغلاند ريفولوشن وهوراكان.

## وصلات خارجية
- داريو فابرو على موقع الدوري الأمريكي (الإنجليزية)
- داريو فابرو على موقع قاعدة بيانات كرة القدم.إي يو (الإنجليزية)
- داريو فابرو على موقع Soccerway.com (الإنجليزية)